# Поле (Холцминден)
Поле (њем. Polle) општина је у њемачкој савезној држави Доња Саксонија. Једно је од 32 општинска средишта округа Холцминден. Према процјени из 2010. у општини је живјело 1.138 становника. Посједује регионалну шифру (AGS) 3255033.

## Географски и демографски подаци
Поле се налази у савезној држави Доња Саксонија у округу Холцминден. Општина се налази на надморској висини од 90 метара. Површина општине износи 21,2 km². У самом мјесту је, према процјени из 2010. године, живјело 1.138 становника. Просјечна густина становништва износи 54 становника/km².